# Bernabé de Jesús Sagastume Lemus
Bernabé de Jesús Sagastume Lemus OFMCap. (ur. 20 maja 1961 w San Esteban) – gwatemalski duchowny rzymskokatolicki, biskup Santa Rosa de Lima w latach 2007–2021, biskup San Marcos od 2021.

## Życiorys
Święcenia kapłańskie otrzymał 31 stycznia 1987 w zakonie kapucynów. Był m.in. członkiem wydziału formacyjnego kurii generalnej zakonu, dyrektorem post-nowicjatu oraz zastępcą przełożonego prowincji środkowoamerykańskiej zgromadzenia.
28 lipca 2007 został mianowany biskupem diecezji Santa Rosa de Lima. Sakry biskupiej udzielił mu 6 października 2007 kard. Rodolfo Quezada Toruño.
11 stycznia 2021 papież Franciszek przeniósł go na urząd biskupa San Marcos. Ingres do katedry w San Marcos odbył 25 marca 2021.